# Bonnes (Vienne)

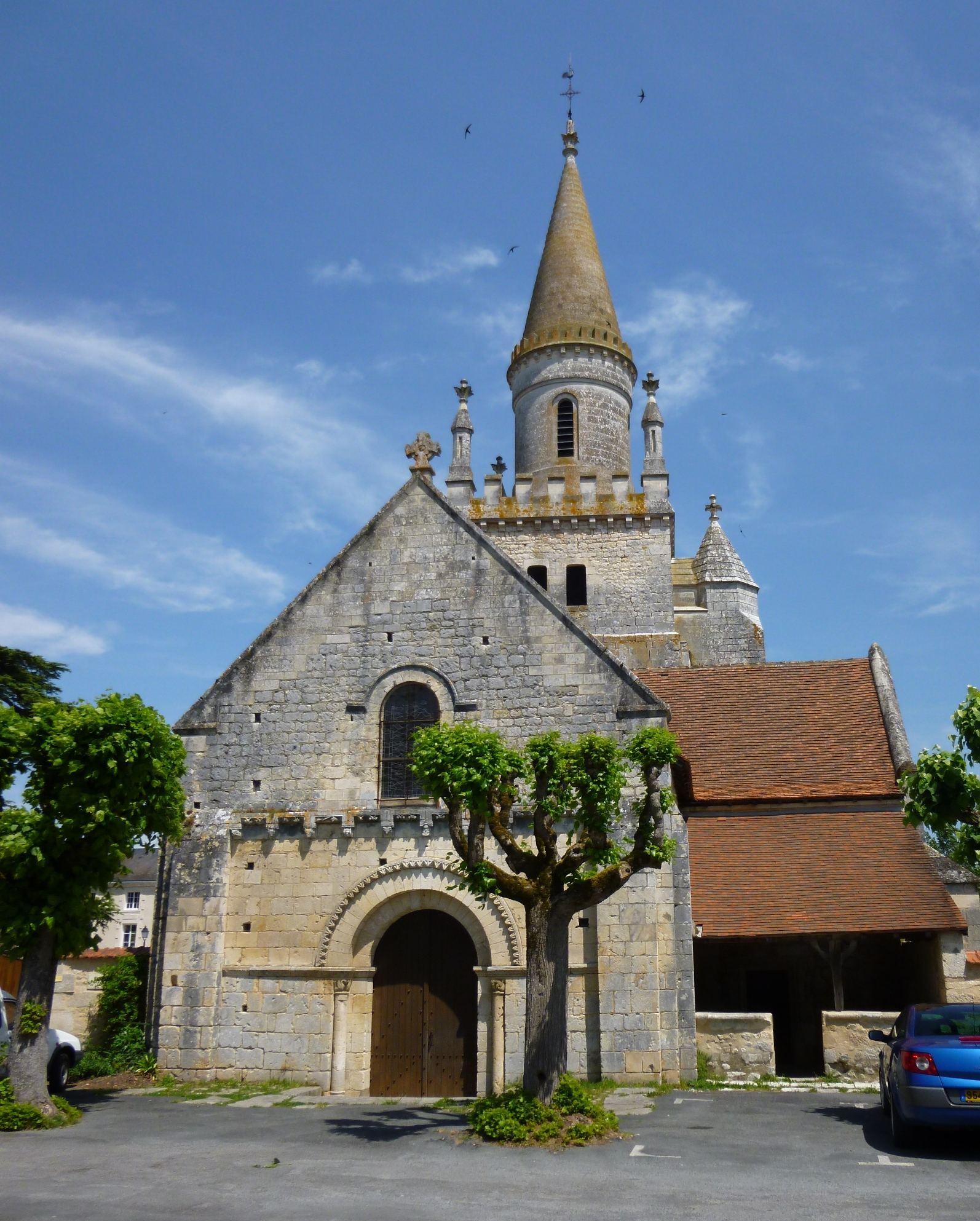
Kerk

Bonnes is een gemeente in het Franse departement Vienne (regio Nouvelle-Aquitaine) en telt 1473 inwoners (1999). De plaats maakt deel uit van het arrondissement Poitiers.

## Geografie
De oppervlakte van Bonnes bedraagt 33,9 km², de bevolkingsdichtheid is 43,5 inwoners per km².
De onderstaande kaart toont de ligging van Bonnes (Vienne) met de belangrijkste infrastructuur en aangrenzende gemeenten.

## Demografie
Onderstaande figuur toont het verloop van het inwonertal (bron: INSEE-tellingen).